# Tomasz Schmidt
Tomasz Schmidt (ur. 13 lipca 1985 w Opolu) – polski żużlowiec.
Sport żużlowy uprawiał w latach 2003–2009, przez całą karierę reprezentując barwy klubu Kolejarz Opole. Finalista młodzieżowych mistrzostw Polski par klubowych (Częstochowa 2004 – VII miejsce). Finalista turnieju o "Srebrny Kask" (Zielona Góra 2006 – jako rezerwowy). Brązowy medalista drużynowych mistrzostw Niemiec (2008).